# Clarence I. Lubin
Clarence Isaac Lubin (* 15. Oktober 1900 in Albany, Georgia; † 25. November 1989) war ein US-amerikanischer Mathematiker.

## Leben
Er wuchs in Cincinnati, im Bundesstaat Ohio auf, und besuchte dort die Hughes High School. Anschließend immatrikulierte er sich für ein Studium des Chemieingenieurwesens an der University of Cincinnati. Dort spielte er College Football und war Mitglied der Fraternity Sigma Alpha Mu.
Er konnte sein Studium 1923 abschließen und arbeitete in der Folge bis zu seiner Emeritierung im Jahr 1971 als Lehrkraft am College of Engineering der Universität. 1925 wurde er Mitglied der Mathematical Association of America und für die Wahlperiode 1927/1928 amtierte er als Präsident des Mathematical Club of Harvard University. Im Juni 1929 wurde er an der Harvard University mit einer Dissertation über Singular points of second order systems of real differential equations und im gleichen Jahr in Cincinnati zum Assistenzprofessor ernannt. Als sein Freund und früherer Kommilitone Charles V. Theis (1900–1987) – ein in späteren Jahren sehr bekannter Hydrogeologe – 1935 in Analogie zur Wärmeströmung eine grundlegende Formel für Absenkungstrichter entwickelte (Theis’sche Brunnengleichung, Theis-Gleichung), anerkannte er Lubins Unterstützung, da beide im Vorfeld in fruchtbarer wissenschaftlicher Korrespondenz gestanden hatten. Die Beförderung Lubins zum Associate Professor erfolgte im Oktober 1937. Im Sommer 1943 erhielt er eine Anstellung bei der in New York City ansässigen und am Manhattan-Projekt beteiligten Kellex Corporation – einer Tochtergesellschaft der M. W. Kellogg Company. Zusammen mit anderen Mathematikern war er an der Planung einer Uran-Anreicherungs-Anlage am Oak Ridge National Laboratory beteiligt.
Lubin blieb bis zum Alter von 54 Jahren unverheiratet. Zu seinen Hobbys zählten Wandern und Camping in Kanada. 

## Publikationen (Auswahl)
Aufsätze
- Lubin, C. I.: Transformation of differential equations in the neighborhood of singular points. In: Duke Mathematical Journal, Vol. 3, № 3, 1937, Seiten 394–417.
- Lubin, C. I.: The Theorem of Lehmus and Complex Numbers. In: Scripta Mathematical, Vol. 24, Juni 1959, Seiten 137–140.
- Lubin, C. I. / Mazkewitsch, D.: Trammel Method Construction of the Ellipse. In: The Mathematics Teacher, Vol. 54, № 8, 1961, Seiten 609–612.
- Lubin, C. I. / Macintyre, A. J.: On e and its approximation. In: Mathematics Magazine, Vol. 43, № 2, März 1970, Seiten 98–101.
- Lubin, C. I. / Cohen, E. A.: An inequality of Theodore Chaundy’s. In: Journal of Mathematical Analysis and Applications, Vol. 40, № 3, 1972, Seiten 594–600.

Probleme, Lösungen, Diskussionen und Anregungen
- Lubin, C. I.: An integral. In: The American Mathematical Monthly, Vol. 53, № 10, Dezember 1946, Seite 586 — Discussions and notes.
- Lubin, C. I.: Differentiation of the Trigonometric Functions. In: The American Mathematical Monthly, Vol. 54, № 8, Oktober 1947, Seiten 465–468 — Classroom notes.
- Lubin, C. I.: Vector Triple Product. In: The American Mathematical Monthly, Vol. 61, № 1, Januar 1954, Seiten 42–43 — Classroom notes.
- Lubin, C. I.: Problemstellung E 1106 / The intersection of two secants. In: The American Mathematical Monthly, Vol. 61, № 3, März 1954, Seite 194 — Elementary problems and solutions.
- Lubin, C. I.: 2506 / Note on a theorem from „Reciprocal Nomograms“, by C. V. Gregg. In: The Mathematical Gazette, Vol. 39, № 328, Mai 1955, Seiten 133–134 — Mathematical Notes.
- Lubin, C. I. / Macintyre, A. J.: Problemstellung 5445 / Continued fraction for ek. In: The American Mathematical Monthly, Vol. 73, № 10, Dezember 1966, Seite 1124 — Advanced problems.